# Эпитониевые
Эпитониевые, или эпитонии, или винтовые лестницы (лат. Epitoniidae), — семейство морских брюхоногих моллюсков. 

## Описание
Раковина небольшая, удлинённая, гладкая, с высокими или прижатыми гребнями, охватывающими обороты раковины. Устье округлое, правильной формы. Крышечка роговая. Распространены во всех тропических, субтропических, умеренных, арктических и антарктических морях. Живут как на мелководье, так и на больших глубинах до 6000 м. на илистых или песчаных грунтах. Более 100 видов и 30 родов. Хищники, либо эктопаразиты неподвижных стрекающих. Питаются актиниями или мягкими кораллами.

## Классификация
На июнь 2018 года в семейство включают следующие роды:
- Acirsa Mörch, 1857
- Acrilla H. Adams, 1860
- Acrilloscala Sacco, 1890
- Alexania Strand, 1928
- Alora H. Adams, 1861
- Amaea H. Adams & A. Adams, 1853
- Boreoscala Kobelt, 1902
- Cerithiscala de Boury, 1887
- Chuniscala Thiele, 1928
- Cirsotrema Mörch, 1852
- Clathroscala de Boury, 1890
- † Clathrus Agassiz, 1837
- Claviscala de Boury, 1909
- Couthouyella Bartsch, 1909
- Crebriscala de Boury, 1909
- Cycloscala Dall, 1889
- Cylindriscala de Boury, 1909
- Eccliseogyra Dall, 1892
- Eglisia Gray, 1847
- Epidendrium A. Gittenberger & E. Gittenberger, 2005
- Epifungium A. Gittenberger & E. Gittenberger, 2005
- Epitonium Röding, 1798
- Filiscala de Boury, 1911
- † Foratiscala de Boury, 1887
- Fragilopalia Azuma, 1972
- Funiscala de Boury, 1890
- Globiscala de Boury, 1909
- † Goniscala Marwick, 1943
- Gregorioiscala Cossmann, 1912
- Gyroscala de Boury, 1887
- Iphitus Jeffreys, 1883
- Janthina Röding, 1798
- Kurodacirsa Masahito & Habe, 1975
- Minabescala Nakayama, 1994
- Murdochella Finlay, 1926
- Narrimania Taviani, 1984
- Narvaliscala Iredale, 1936
- Opalia H. Adams & A. Adams, 1853
- Opaliopsis Thiele, 1928
- Papuliscala de Boury, 1911
- Periapta Bouchet & Warén, 1986
- Proscala Cossmann, 1912
- Punctiscala de Boury, 1890
- Recluzia Petit de la Saussaye, 1853
- Rutelliscala Kilburn, 1985
- Sthenorytis Conrad, 1862
- Surrepifungium A. Gittenberger & E. Gittenberger, 2005
- Tenuiscala de Boury, 1887
- † Turriscala de Boury, 1890
- Variciscala de Boury, 1909